# NGC 4201
NGC 4201 est une galaxie lenticulaire située dans la constellation de la Vierge. NGC 4201 a été découverte par l'astronome américain Francis Leavenworth en 1886.

## Caractéristiques
Sa vitesse par rapport au fond diffus cosmologique est de 5 721 ± 44 km/s, ce qui correspond à une distance de Hubble de 84,4 ± 5,9 Mpc (∼275 millions d'al).
NGC 4201 renferme des régions d'hydrogène ionisé.